# Marc Abrahams

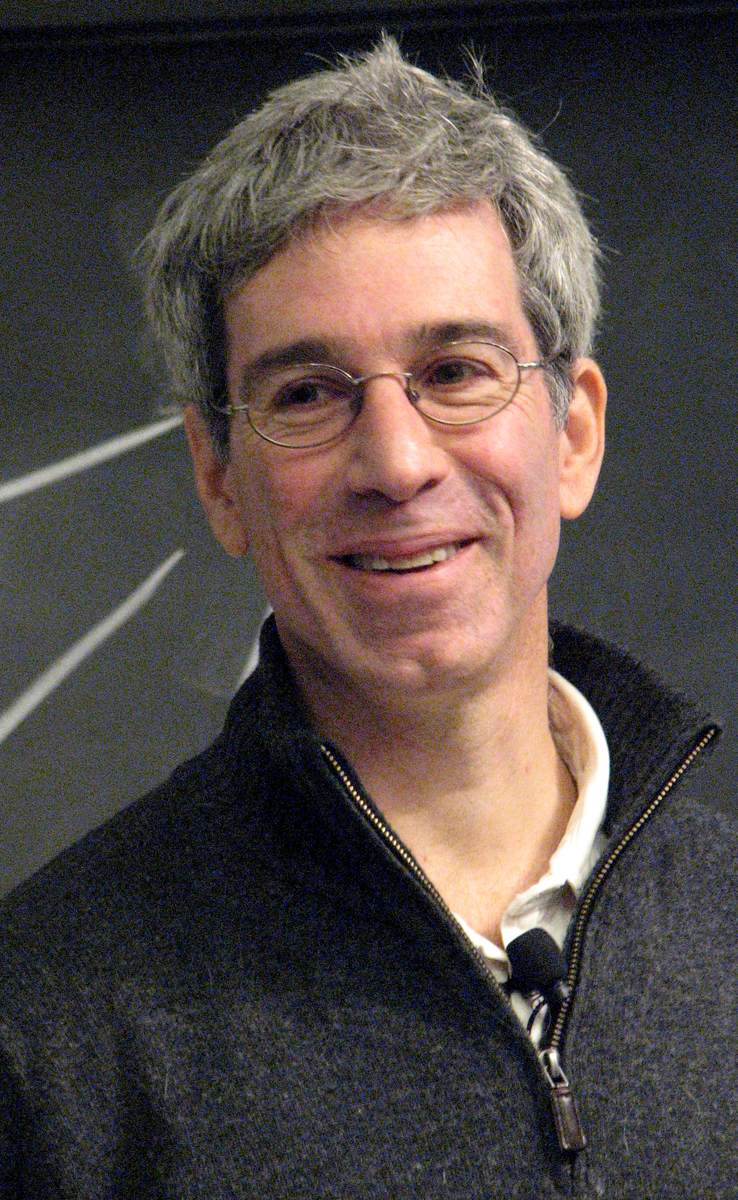
Marc Abrahams

Marc Abrahams é o editor e cofundador da Annals of Improbable Research e o criador e mestre de cerimônias da celebração anual do Prêmio IgNobel. Ele foi anteriormente editor do Journal of Irreprodutible Results.
Abrahams é casado com Robin Abrahams, também conhecida como "Miss Conduct", colunista do Boston Globe.
Ele se formou no Harvard College com uma licenciatura em matemática aplicada.